# 21446 Tedflint
A 21446 Tedflint (ideiglenes jelöléssel 1998 HV18) a Naprendszer kisbolygóövében található aszteroida. A LINEAR projekt keretében fedezték fel 1998. április 18-án.